# Diego Céspedes
Pour les articles homonymes, voir Céspedes.
Diego Céspedes, né le 5 janvier 1995 à Santiago (Chili), est un réalisateur et scénariste chilien.

## Biographie
Diego Céspedes naît en 1995 à Santiago, au Chili. Ses courts métrages, El verano del léon eléctrico (2018) et Les Créatures qui fondent au soleil (2022) remportent plusieurs prix en festival.
En 2025, il fait ses débuts dans le long métrage avec Le Mystérieux Regard du flamant rose (La misteriosa mirada del flamenco), un film sélectionné dans la catégorie « Un certain regard » au Festival de Cannes, un film qui explore des thèmes sensibles comme l'amour, les préjugés et la résistance queer dans le contexte d'une petite ville minière du désert chilien des années 1980.

## Filmographie partielle

### Au cinéma

#### Réalisation et scénario
- 2018 :  El verano del léon eléctrico  (court métrage)
- 2022 :  Les Créatures qui fondent au soleil  (court métrage)
- 2025 : Le Mystérieux Regard du flamant rose (La misteriosa mirada del flamenco)

## Récompenses et distinctions
- Diego Céspedes : Récompenses, sur l'Internet Movie Database